# اپل اسپور (آرکانزاس)
اپل اسپور (به انگلیسی: Apple Spur) یک منطقهٔ مسکونی در ایالات متحده آمریکا است که در آرکانزاس واقع شده‌است. اپل اسپور ۴۰۰ متر بالاتر از سطح دریا قرار دارد.